# 愛媛トヨタ自動車
愛媛トヨタ自動車（えひめとよたじどうしゃ）は、愛媛県松山市に本社を置く、トヨタ自動車の正規ディーラー（トヨタ店）である。

## 沿革
- 1937年（昭和12年）2月 - トヨタ自動車工業株式会社の特約店として高知市駅前21番地に四国トヨタ販売株式会社を設立。
- 1938年（昭和13年）12月 - 松山市西堀端4番地に松山営業所を設立。
- 1940年（昭和15年）1月 - トヨタ自動車工業の希望により、高知・徳島・愛媛の三県に対し、それぞれ独立する販売会社を設置することとなった。前述の四国トヨタ販売は松山市に移転し、松山トヨタ販売会社に社名変更。
- 1941年（昭和16年）12月 - 本店を松山市朝美町109番地の1に変更。
- 1943年（昭和18年）2月 - 愛媛県自動車整備配給株式会社を設立。
- 1946年（昭和21年）
  - 4月 - 第1回増資を行ない、増資後の資本金30万円となる。
  - 6月 - 戦時特別立法の解除により今までの自配を解散し、松山トヨタ販売を強化し、愛媛県におけるトヨタ自動車工業の代理店として、販売・修理に万能を期す運びとなる。
  - 10月 - 再建に着手。サービス工場を建設。
- 1948年（昭和23年）8月 - 愛媛トヨタ自動車株式会社に社名変更。
- 1949年（昭和24年）9月 - 自動車整備工場認定規則の定めるところにより、自動2級重整備工場に認定される。
- 1952年（昭和27年）4月 - 隣接地283坪を購入。車体修理工場を新設。
- 1956年（昭和31年）
  - 7月 - 2輪車部門を分離。愛媛トヨタ商事株式会社を設立。
  - 8月 - 車体部門を分離。松山車体株式会社を設立。
  - 12月 - トヨペット店を分離、愛媛トヨペット株式会社を設立。
- 1968年（昭和43年）10月 - 新居浜市大生院字岸影に新居浜営業所を開設する。
- 1969年（昭和44年）5月 - 今治市桜井字保昌に今治営業所、宇和島市祝森字長田に宇和島営業所をそれぞれ開設。
- 1974年（昭和49年）
  - 3月 - 大洲市新谷字蔵地に大洲営業所を開設。
  - 9月 - 伊予三島市中曽根町372-1に三島出張所を開設。
- 1977年（昭和52年）1月 - 三島出張所を閉鎖。川之江市金生町下分大長池97番地4に三島・川之江営業所を開設。
- 1978年（昭和53年）6月 - 松山市宮田町109の1にマイカーセンターを新設。
- 1979年（昭和54年）7月 - 本社社屋を新築。
- 1980年（昭和55年）3月 - 第13回増資を行い、増資後の資本金7,000万円となる。
- 1981年（昭和56年）4月 - 社内組織を変更。「昭和62年3月、四国No1.ディーラー」となる企業目標の設定。
- 1984年（昭和59年）2月 - 松山市高岡町に愛媛トヨタ・愛媛トヨペット合同のトヨタの中古車センター「カーステーション」を開設。
- 1988年（昭和63年）12月 - 本社営業所内に“技術のショールーム”テクノセンター設立。
- 1991年（平成3年）
  - 6月 - 松山市平井町に、合同中古車センター2号店「カーステーション11号店」を開設。
  - 10月 - 産業車両部が、愛媛トヨタフォークリフト株式会社として独立。
- 1992年（平成4年）
  - 6月 - 上浮穴郡小田町に愛媛トヨタ・ログハウス「アースホーム」建設。
  - 9月 - 松山市大可賀に愛媛トヨタ・愛媛トヨペット合同配車センター「テクノオペレーションセンター」を開設。
- 1993年（平成5年）3月 - 伊予郡砥部町に愛媛トヨタRVショップ「アースホーム店」を開設。
- 1994年（平成6年）4月 - 伊予三島市下柏町599-2に三島・川之江営業所を移転。
- 1996年（平成8年）1月 - 西条市飯岡1355-5に西条・新居浜営業所を移転。
- 1999年（平成11年）12月 - 空港通店にテクノショップを新設。
- 2006年（平成18年）4月 - 松山・久米窪田店を開設。
- 2007年（平成19年）10月 - 三島・川之江店隣接地にU-Car展示場を併設。総合店舗としてリニューアルオープン。
- 2008年（平成20年）
  - 2月 - 今治市土橋町1-5-20に今治店を移転し、隣接地にU-Car展示場を併設。総合店舗としてリニューアルオープン。
  - 9月 - 松山市生石町126-3にT-UP松山店を開設
- 2010年（平成22年）3月 - 西条・新居浜店隣接地にU-Car展示場を併設。総合店舗としてリニューアルオープン
- 2011年（平成23年）2月 - 空港通店を新車販売を扱い総合店舗としてリニューアルオープン
- 2019年（平成31年）2月 - 宇和島店をTP共同店舗として宇和島市寄松にToP Town宇和島を開設、移転。
- 2020年（令和2年）8月26日 - 西山グループが中間持株会社「ETPホールディングス株式会社」を設立。愛媛トヨペットと経営統合を行う。

## 店舗
新車/中古車　
- 本店･本社 - 愛媛県松山市宮田町109-1　※AREA86
- 松山･久米窪田店 - 愛媛県松山市久米窪田町835-1
- 三島･川之江店 - 愛媛県四国中央市下柏町599-2
- 西条･新居浜店 - 愛媛県西条市飯岡1355-5
- 今治店 - 愛媛県今治市土橋町1丁目5-20
- 大洲店 - 愛媛県大洲市新谷乙388-1
- ToPTown宇和島- 愛媛県宇和島市寄松甲154-1（愛媛トヨペットとの合同店舗）
- 空港通店 - 愛媛県松山市高岡町377-1※PIXIS STATION

## 愛媛県内のその他のトヨタ車販売店
- ネッツトヨタ愛媛（ネッツ店（旧・オート店）/レクサス/フォルクスワーゲン/アウディ、ITMグループ）
- ネッツトヨタ瀬戸内（ネッツ店（旧・ビスタ店）/レクサス店）
- 愛媛トヨペット（トヨペット店、西山グループ）
- トヨタカローラ愛媛（トヨタカローラ店）